# Micrometrus minimus
Espèce
Micrometrus minimus est une espèce de poissons téléostéens (Teleostei).